# Serdiana
Serdiana  es un municipio de Italia de 2.620 habitantes en la provincia de Cerdeña del Sur, región de Cerdeña. Está situado a 20 km al norte de Cagliari.
La agricultura es la actividad económica principal de la región, donde abundan los olivos y viñedos.

## Lugares de interés
- Iglesia de Santa Maria di Sibiola.
- Iglesia parroquial de San Salvatore.
- Castillo del siglo XVIII.

## Evolución demográfica
| Gráfica de evolución demográfica de Serdiana entre 1861 y 2001 |
|                                                                |
| Fuente ISTAT - Elaboración gráfica de Wikipedia                |